# 로버트 그린
로버트 폴 그린(영어: Robert Paul Green, 1980년 1월 18일 ~ )은 잉글랜드의 전 축구 선수로, 포지션은 골키퍼였다.

## 클럽팀
로버트 그린은 노리치 시티 FC의 유소년 클럽팀 출신으로 1999년 4월 11일 입스위치 타운과의 경기로 데뷔하였다. 그의 많은 활약으로 인해 2003-04 시즌에는 그의 팀이 프리미어리그로 승격하였고, 2006년 여름, 그는 웨스트 햄 유나이티드 FC에서 4년을 뛴다는 조건으로 이적료 2백만 파운드를 받고 이적에 성공했다.
웨스트 햄 유나이티드 FC에서는 2006년 10월 22일 토트넘 홋스퍼와의 경기에서 데뷔했다. 그가 가장 뛰어난 활약을 펼친 경기는 2006-07 시즌 에미레이츠 경기장에서 열린 아스널과의 경기로 이때 팀은 1-0으로 승리했다. 2007년 12월 30일 업튼 파크에서는 맨체스터 유나이티드를 상대해 크리스티아누 호날두의 페널티킥을 막아내며 팀의 2-1 역전승을 이끌었다.

## 국가대표팀
로버트 그린은 노리치 시티 FC 소속 시절 잉글랜드 축구 국가대표팀으로 뽑힌 적이 있으며 잉글랜드 B에서는 벨라루스를 상대로 첫 경기에 출전했다. 2010년 FIFA 월드컵에서 미국과의 조별 예선 경기 때 전반 40분 미국의 클린트 뎀프시 선수가 슛한 공을 그대로 흘려버리면서 동점골을 허용하는 실책을 저질렀고 파비오 카펠로 감독은 그 이후의 경기부터 데이비드 제임스를 선발 출장시켰다.
그 이후, 퀸즈 파크 레인저스, 리즈 유나이티드, 허더즈필드 타운에서 선수 생활을 이어나갔다. 2018 시즌을 앞두고, 첼시에 이적하였지만, 케파와 카바예로에게 밀려 한 경기도 뛰지 못했다. 그 후, 그린은 2018-19 시즌을 끝으로 현역 은퇴를 선언하였다.